# Storkenæb-ordenen
Storkenæb-ordenen (Geraniales) er en lille orden med få familier og slægter. Alle arter indeholder ellaginsyre og ikke-hydrolyserbare tanniner. Bladrandene er tandede med kirtelhår. Blomsterne sidder i en svikkel.
| Familier |

- Francoaceae
- Ledocarpaceae
- Melianthaceae
- Storkenæb-familien (Geraniaceae)
- Vivianiaceae